# The Darjeeling Limited
The Darjeeling Limited is een Amerikaanse speelfilm uit 2007, de vijfde geregisseerd door Wes Anderson, die het verhaal samen met Roman Coppola en Jason Schwartzman schreef. De film speelt zich af in India. Andersons inspiratiebron voor het maken van een film in India waren de films van Satyajit Ray en The River van Jean Renoir. The Darjeeling Limited won de 'kleine gouden leeuw' op het Filmfestival van Venetië.

## Verhaal
De drie broers Francis (Owen Wilson), Peter (Adrien Brody) en Jack Whitman (Jason Schwartzman) hebben elkaar een jaar niet gezien of gesproken sinds de begrafenis van hun vader. Nu zijn ze herenigd aan boord van 'The Darjeeling Limited', een trein die door de woestijn van Rajasthan in India reist.
De reis is geïnitieerd door Francis, de oudste broer. Na een ernstig motorongeluk is hij vastbesloten het contact met zijn broers te herstellen. Hiervoor moeten ze een spirituele reis maken. Francis' meereizende assistent Brendan (Wallace Wolodarsky) maakt dagelijks een gedetailleerd reisschema op een gelamineerd kaartje. Hierop staat wanneer welke broer moet douchen, maar ook welke spirituele plaatsen en tempels ze moeten bezoeken.
De middelste broer Peter heeft zijn 7,5 maanden zwangere vrouw Alice (Camilla Rutherford) achtergelaten in Amerika, zonder haar te vertellen waar hij heen ging. Hij vertelt zijn jongste broer Jack over de zwangerschap, maar vraagt hem niets aan Francis te vertellen, wat hij toch doet. Jack is een schrijver die een moeizame relatie achter de rug heeft en al een jaar op de vlucht is voor zijn ex-vriendin. Aan boord van de trein vindt hij een surrogaat in de vorm van Rita (Amara Karan), een Indiase stewardess. Jack is niet van plan de reis gezamenlijk te voltooien en wil er stiekem vandoor gaan wanneer hij daar aandrang toe voelt. Dit vertelt hij aan Peter, die dit niet tegen Francis mag zeggen, maar dit toch doet. Daarop pikt Francis Jacks paspoort, zodat hij er niet vandoor kan gaan.
De broers misdragen zich behoorlijk aan boord van de trein. Ze laten onder meer een giftige slang ontsnappen en Jack bewerkt zijn ruziënde broers met traangas. De steward van de trein (Waris Ahluwalia) dreigt hen uit de trein te zetten. Tussen de broers ontstaat een dynamiek van gekibbel, stille (en minder stille) verwijten en buitensluiting. Als de trein verdwaalt, verrichten ze op initiatief van Francis een ritueel op een bergtop. Francis vertelt daar waarom hij hen werkelijk naar India heeft laten komen. Hij heeft hun verdwenen moeder opgespoord in een klooster in het voorgebergte van de Himalaya, waar ze haar over een paar dagen zullen ontmoeten.
Terug in de trein komt het tot een uitbarsting als Francis Peter aanspreekt op het gebruik van hun vaders spullen. Na een gevecht waarbij een ruit breekt, zet de steward ze daadwerkelijk de trein uit. Ze belanden zo met veel te veel bagage (de koffers van hun overleden vader) in de woestijn. Tot overmaat van ramp ontvangen ze een brief van hun moeder waarin staat dat zij hen nu niet wil ontvangen en dat ze in de lente maar moeten terugkomen.
Na een nachtelijk gesprek waarin ze zich afvragen of zij drieën vrienden zouden kunnen zijn in plaats van broers, besluiten ze niet meer terug te keren en dat hun wegen zich definitief moeten scheiden. Onderweg naar een vliegveld komen ze langs een kanaal waar drie jongetjes proberen met een vlot het water over te steken. Het vlot slaat om, waarop Francis, Peter en Jack in het water springen om de jongetjes te redden. Francis en Jack slagen hierin, maar Peter wordt met het jongetje dat hij probeert te redden meegesleept. Het jongetje overleeft dit niet doordat hij tegen een rots slaat. In het dorp van de drie jongetjes wonen ze de begrafenis van het overleden jongetje bij, wat leidt tot een flashback naar de begrafenis van vader Whitman. Hun moeder was daar niet aanwezig. Ook wordt duidelijk dat vader Whitman het eerste boek van Jack - dat aan hem is opgedragen - nooit gelezen heeft.
De broers besluiten toch naar hun moeder te gaan, die hen in het klooster ontvangt. Moeder (Anjelica Huston) vindt dat Peter bij zijn zwangere vrouw zou moeten zijn, hij dat zij op de begrafenis van haar man had moeten zijn. Francis onthult dat zijn 'motorongeluk' eigenlijk een zelfmoordpoging was, mogelijk met het doel dat moeder zich schuldig zal voelen. Het wordt duidelijk dat Francis zijn dominante, bazige trekjes van zijn moeder heeft overgenomen.
Als de broers een nacht in het klooster hebben geslapen, blijkt moeder bij hun ontwaken vertrokken. Francis eerdere woorden komen weer uit: She’s been disappearing all our lives. We weren't raised to be treated like that. It's just not done. Na een ritueel bij het klooster, voor het eerst door iedereen zonder tegenzin uitgevoerd, reizen ze per trein weer terug. Een deel van de bagage moeten ze laten vallen tijdens een sprint om de al snelheid makende trein te halen. De gedecoreerde koffers verdwijnen langzaam uit het beeld, als metafoor voor de emotionele bagage die de broers de hele reis met zich meesleepten en nu losgelaten hebben.

## Hotel Chevalier
Hotel Chevalier is een korte film uit 2007 die als proloog dient voor The Darjeeling Limited. Deze is eveneens geschreven en geregisseerd door regisseur Anderson. In de Nederlandse filmtheaters werd deze getoond voorafgaand aan The Darjeeling Limited en is ook opgenomen op de dvd. Hotel Chevalier biedt inzicht in het leven en de achtergrond van Jack Whitman, de jongste van de drie broers uit de film en is derhalve daarmee verbonden, maar het is ook een afgerond verhaal op zichzelf.
In Hotel Chevalier wordt Jack in een hotel in Parijs bezocht door zijn ex-vriendin (Natalie Portman). Zij heeft ook in The Darjeeling Limited een cameo-rolletje van enkele seconden. In deze scene worden de levens van de overige personages in de film weergegeven als kleine treincoupés. In Hotel Chevalier wordt duidelijk dat Jack en zij een zeer verstoorde verhouding hebben.

## Symboliek
Natalie Portman heeft een cameo die verwijst naar haar rol in Hotel Chevalier. Bill Murray heeft twee cameo's in de film waarbij de eerste cameo meteen de openingsscène is. De film behandeld verschillende thema's en de treinreis is een metafoor voor de ontwikkeling die de hoofdpersonen doormaken. In de trein komen ze met verschillende mensen in aanraking waardoor deze een eigen wereld op zich lijkt. Ook de kisten vol erfstukken hebben een symbolische functie omdat de hoofdrolspelers deze meeslepen, er ruzie over maken en er vooral last van hebben. De kisten verwijzen naar de last die de broers met zich meedragen. In de laatste scène raken ze deze erfstukken kwijt met opluchting tot gevolg.
De film behandelt verschillende thema's. Zo gaat deze over beschadigde familiebanden. De verhouding tussen de drie broers is beschadigd maar de verhouding met hun moeder is nog complexer. Deels is de onderlinge interactie terug te voeren op het gedrag van hun moeder. De hang naar controle is te zien door het geruzie over het reisschema, de maaltijden en het uitvoeren van een ritueel. De dood komt ook meerdere malen aan bod.
Verder heeft de film spirituele invloeden en gaat deze over zelfontdekking, het opbouwen van vertrouwen, het ontwikkeling van een eigen identiteit en uiteindelijk verzoening met het verleden.

## Rolverdeling
| Personage        | Acteur             |
| ---------------- | ------------------ |
| Francis Whitman  | Owen Wilson        |
| Peter Whitman    | Adrien Brody       |
| Jack Whitman     | Jason Schwartzman  |
| Rita             | Amara Karan        |
| Brendan          | Wallace Woladarsky |
| Steward          | Waris Ahluwalia    |
| Patricia Whitman | Anjelica Huston    |
| Zakenman         | Bill Murray        |

## Filmmuziek
Er werd gebruikgemaakt van muziek uit andere (Indiase) films.
| Track | Liedje                                      | Artiest                                    | Oorspronkelijke film, en filmmaker |
| ----- | ------------------------------------------- | ------------------------------------------ | ---------------------------------- |
| 1.    | Where Do You Go To (My Lovely)?             | Peter Sarstedt                             |                                    |
| 2.    | Title Music                                 | Ustad Vilayat Khan                         | Jalshagar, Satyajit Ray            |
| 3.    | This Time Tomorrow                          | The Kinks                                  |                                    |
| 4.    | Title Music                                 | Satyajit Ray                               | Teen Kanya, Satyajit Ray           |
| 5.    | Title Music                                 | Jyotitindra Moitra en Ustad Ali Akbar Khan | The Householder, Merchant-Ivory    |
| 6.    | Ruku's Room                                 | Satyajit Ray                               | Joi Baba Felunath, Satyajit Ray    |
| 7.    | Charu's Theme                               | Satyajit Ray                               | Charulata, Satyajit Ray            |
| 8.    | Title Music                                 | Shankar/Jaikishan                          | Bombay Talkie, Merchant-Ivory      |
| 9.    | Montage                                     | Satyajit Ray                               | Baksa Badal, Nityananda Datta      |
| 10.   | Prayer                                      | Jodphur Sikh Temple Congregation           |                                    |
| 11.   | Farewell to Earnest                         | Jyotitindra Moitra en Ustad Ali Akbar Khan | The Householder, Merchant-Ivory    |
| 12.   | The Deserted Ballroom                       | Satyajit Ray                               | Shakespeare Wallah, Merchant-Ivory |
| 13.   | Suite Bergamasque: 3. "Clair de Lune"       | Alexis Weissenberg                         |                                    |
| 14.   | Typewriter Tip, Tip, Tip                    | Shankar/Jaikishan                          | Bombay Talkie, Merchant-Ivory      |
| 15.   | Memorial                                    | Narlai Village Troubadour                  |                                    |
| 16.   | Strangers                                   | The Kinks                                  |                                    |
| 17.   | Praise Him                                  | Udaipur Convent School Nuns and Students   |                                    |
| 18.   | Symphony No. 7 in A(Op 92) Allegro con brio | Fritz Reiner, Chicago Symphony Orchestra   |                                    |
| 19.   | Play with Fire                              | The Rolling Stones                         |                                    |
| 20.   | Arrival in Benaras                          | Ustad Vilayat Khan                         | The Guru, Merchant-Ivory           |
| 21.   | Powerman                                    | The Kinks                                  |                                    |
| 22.   | Les Champs Élysées                          | Joe Dassin                                 |                                    |